# Вилхелм Раабе (награда)
Литературната награда „Вилхелм Раабе“ (на немски: Wilhelm-Raabe-Preis) е учредена през 1933 г. – в началото на националсоциализма – като „народна награда за немска книжовност“. От 1933 до 1943 г. сменя многократно наименованието си, а от 1944 до 1990 г. се нарича Награда Вилхелм Рабе на град Брауншвайг.
Отличието се присъжда ежегодно за възпоменание на писателя Вилхелм Раабе.
От 1954 до 1990 г. наградата се раздава на всеки три години и е в размер на 5000 € (след 1978 г. – 10 000 €).
През 2000 г. град Брауншвайг заедно с Радио Германия подновява отличието под името „Литературна награда Вилхелм Раабе (2000)“ (на немски: Wilhelm-Raabe-Literaturpreis).

## Носители на наградата
- Рикарда Хух (1944)
- Фриц фон Унру (1947)
- Вернер Бергенгрюн (1948)
- Ина Зайдел (1949)
- Херман Хесе (1950)
- Макс Фриш (1954)
- Фридрих Георг Юнгер (1957)
- Герд Гайзер (1960)
- Ханс Ерих Носак (1963)
- Хаймито фон Додерер (1966)
- Валтер Кемповски (1972)
- Уве Йонзон (1975)
- Хорст Бинек (1978)
- Херман Ленц (1981)
- Алоис Брандщетер (1984)
- Зигфрид Ленц (1987)
- Герхард Кьопф (1990)